# Спрінг-Веллі (містечко, Вісконсин)
Спрінг-Веллі (англ. Spring Valley) — місто (англ. town) в США, в окрузі Рок штату Вісконсин. Населення — 728 осіб (2020).

## Демографія
Згідно з переписом 2010 року, у місті мешкало 746 осіб у 289 домогосподарствах у складі 224 родин. Було 313 помешкання
Расовий склад населення:
| - 98,0 % — білих - 0,4 % — азіатів - 0,3 % — корінних американців - 0,3 % — чорних або афроамериканців |

До двох чи більше рас належало 1,1 %. Частка іспаномовних становила 0,3 % від усіх жителів.
За віковим діапазоном населення розподілялося таким чином: 19,6 % — особи молодші 18 років, 65,8 % — особи у віці 18—64 років, 14,6 % — особи у віці 65 років та старші. Медіана віку мешканця становила 46,8 року. На 100 осіб жіночої статі у місті припадало 105,5 чоловіків;  на 100 жінок у віці від 18 років та старших — 106,9 чоловіків також старших 18 років.
Середній дохід на одне домашнє господарство  становив 73 648 доларів США (медіана — 62 813), а середній дохід на одну сім'ю — 80 140 доларів (медіана — 65 000). Медіана доходів становила 50 938 доларів для чоловіків та 32 750 доларів для жінок. За межею бідності перебувало 7,0 % осіб, у тому числі 8,9 % дітей у віці до 18 років та 7,3 % осіб у віці 65 років та старших.
Цивільне працевлаштоване населення становило 402 особи. Основні галузі зайнятості: виробництво — 18,7 %, освіта, охорона здоров'я та соціальна допомога — 17,4 %, роздрібна торгівля — 11,9 %, мистецтво, розваги та відпочинок — 9,7 %.